# Robert Bennett (homme politique)
Pour les articles homonymes, voir Robert Bennett et Bennett.
Robert Foster Bennett dit Bob Bennett, né à Salt Lake City (Utah) le 18 septembre 1933 à Salt Lake City, et mort le 4 mai 2016 à Washington (district de Columbia), est un homme politique américain, membre du Parti républicain et sénateur de l'Utah au Congrès des États-Unis de 1993 à 2011.

## Biographie
Robert Bennett est le fils du sénateur Wallace Foster Bennett et petit-fils de Heber Grant, président de l'Église de Jésus-Christ des saints des derniers jours.
Diplômé de l'université de l'Utah en 1957, il est le chapelain de la Garde Nationale de 1957 à 1969.
En 1969-1970, il entre au département des transports des États-Unis.
En 1970, il devient le président de  Robert Mullen Associates, une entreprise de relation publique établie à Washington, D.C. mais en fait un paravent pour la CIA.
C'est cette firme qui employa E. Howard Hunt, un des cambrioleurs impliqué dans le scandale du Watergate. C'est ainsi que Bennett fut suspecté d'être « Gorge Profonde », l'indicateur des journalistes Bob Woodward et Carl Bernstein.
De 1974 à 1978, il est le directeur des relations publiques de Summa Corporation, la compagnie du milliardaire Howard Hughes.
En 1978, il devient le président d'Osmond Communications.
En 1979, il devient le président d'American Computers Corporation puis celui de Microsonics Corporation de 1981 à 1984 avant de rejoindre la direction de Franklin Quest, fabricant des organizers électroniques.
En novembre 1992, il est élu avec 51 % des voix au Sénat des États-Unis au siège laissé vacant par le sénateur Jake Garn et occupé autrefois son père, Wallace Foster Bennett, de 1950 à 1974.
Bennett est réélu en 1998, puis encore en 2004 avec 68 % des voix contre 29 % au démocrate Paul Van Dam.
En 2010, alors qu'il est candidat à un quatrième mandat de sénateur, il est sèchement battu lors de l'investiture républicaine par Mike Lee.